# Altex
Altex este o companie din România, cu sediul în Voluntari, care comercializează, pe altex.ro și în rețeaua națională de magazine, produse electronice, echipamente și componente IT, electrocasnice mari, electrocasnice mici, apă, sucuri, cafea, cosmetice, articole de îngrijire personală, articole pentru bebeluși, articole pentru copii, produse de bricolaj, mașini, anvelope, vehicule electrice, biciclete, portofele, genți de voiaj și trolere.
În februarie 2018, compania a avut 128 de magazine (dintre care 19 au fost unități Media Galaxy). Altex a fost acționar majoritar la companiile Complet Electro Serv, producătoare de echipamente IT, și Cometex SA, companie de imobile.
Din grupul Altex au făcut parte și compania de credite de consum Credex, dar și alte firme.
Principalul concurent al companiei a fost Flanco.

## Altex și evoluția cifrei de afaceri
Informații despre evoluția cifrei de afaceri a Altex în perioada 2007-2017.
- 2017: 718,8 milioane euro[5]
- 2016: 611 milioane euro[6]
- 2015: 433 milioane euro[7]
- 2014: 350 milioane euro[8]
- 2013: 258 milioane euro[9]
- 2012: 254 milioane euro[10]
- 2011: 208 milioane euro[10]
- 2010: 195 milioane euro[11]
- 2009: 180 milioane euro[12]
- 2008: 344 milioane euro[12]
- 2007: 317 milioane euro[13]

## Altex și evoluția profitului
Informații despre evoluția profitului Altex în perioada 2007-2017.
Profit net în 2017: 10,6 milioane euro 
Profit net în 2016: 8,8 milioane euro 
Profit net în 2015: 3,7 milioane euro 
Profit net în 2014: 0,85 milioane euro 
Profit net în 2013: 31.545 euro 
Profit net în 2012: 2,8 milioane euro 
Profit net în 2011: 6,97 milioane euro 
Profit net în 2010: 3,93 milioane euro 
Profit net în 2009: −3,29 milioane euro (pierdere)
Profit net în 2008: −13,6 milioane euro (pierdere)
Profit net în 2007: −3 milioane euro (pierdere)

## Altex și istoricul său
Altex a pornit activitatea în 1992, la Piatra Neamț, în județul Neamț. Dan Ostahie, unul dintre cei mai cunoscuți antreprenori din România, a împrumutat 10.000 de dolari de la bancă, bani cu care a început să importe televizoare second-hand din Elveția. Televizoarele aduse din Elveția erau reparate, iar apoi vândute prin consignațiile care comercializau, printre altele, și haine și produse de uz casnic. Ulterior, Dan Ostahie a deschis, în 1993, primul magazin cu electrocasnice din rețeaua Altex. 
1994-1997: Altex a continuat să-și dezvolte rețeaua de magazine, inaugurând peste 50 de puncte de lucru, în toate orașele importante din țară.
2000: Ia naștere grupul Altex, după ce Dan Ostahie a decis să externalizeze serviciile. Grupul Altex includea, atunci, rețeaua de magazine, firma de logistică și transport 8TIM și firma de distribuție en-gros Italromtex. 
2001: Businessul Altex își revine și compania inaugurează 22 de magazine noi.
2002: Altex termină anul cu 62 de magazine.
2003: Afacerile Altex explodează, iar compania devine lider în retailul românesc de produse electronice și electrocasnice, cu o cifră de afaceri de peste 136 de milioane de euro.
2004: Altex lansează brandul Media, care se transformă în magazinele de suprafață mare Media Galaxy. Primul magazin Media Galaxy este deschis în București.
2005: Grupul ajunge la 8 magazine Media Galaxy și la peste 120 de unități Altex. Dan Ostahie își anunță intenția de a vinde un pachet minoritar din acțiunile Altex și de a ieși cu brandul Altex pe piețele din estul Europei.
2006: Compania continuă să se extindă și, în iunie, demarează o campanie de rebranding, construind o nouă identitate vizuală.
2007: Altex atinge o cifră de afaceri de 317 milioane de euro, în creștere cu peste 50% față de valoarea înregistrată în anul precedent, în contextul în care piața de retail a avansat cu 25% comparativ cu 2006. Compania își consolidează poziția de lider absolut în retailul de produse electronice, electrocasnice, IT&C și multimedia din România.
2008:  Vânzările companiei avansează cu 9,5% raportat la 2007, în ciuda turbulențelor financiare consemnate la nivel global.
2009: Efectele de pe plan locale ale crizei financiare internaționale erodează afacerile Altex. Compania intră într-un proces de optimizare a costurilor, care implică închiderea de magazine, relocări și reducerea spațiilor de de birouri. La finalul anului, rețeaua de magazine a grupului numără 64 de unități Altex și 15 unități Media Galaxy.
2010: Afacerile Altex ating 195 de milioane de euro. Compania redeschide două magazine, în Alexandria și în Arad. De asemenea, Altex inaugurează, în colaborare cu HP, primului magazin al brandului HP din Europa. 
2011: Grupul Altex, prin divizia sa de real-estate, a deschis un centru comercial în Alba Iulia.
2012-2017: Afacerile Altex au crescut de la an la an. În 2017, compania a înregistrat o cifră de afaceri de 3,28 miliarde de lei, cu aproape 20% mai mult față de afacerile consemnate la finalul lui 2016.
2018: Retailerul depășește, din nou, pragul de 100 de magazine Altex la nivel național. Compania a anunțat că va investi, în perioada 2018-2019, peste 37 de milioane de euro în dezvoltarea unui centru logistic, în comuna Dragomirești-Vale (Ilfov). Centrul logistic va fi ridicat în două etape. Prima etapă se va încheia în primul trimestru din 2019 și va necesita o investiție de 22 de milioane de euro. EximBank asigură, printr-un credit contractat de Altex, 80% din banii necesari pentru construirea primei faze a centrului logistic. Compania estimează că centrul logistic va fi construit integral până la sfârșitul lui 2019. În viitorul centru logistic vor lucra 200 de oameni. Altex este unul dintre cei mai mari angajatori din țară, cu peste 4.000 de salariați.
2021: Rețeaua de magazine Altex numără în prezent peste 125 de unități deschise în țară. 

## Altex și procesul de dezvoltare națională
Compania Altex deține, în prezent, magazine în toate județele României. Cele mai multe unități sunt deschise în Capitală (14) și în cele mai mari județe din țară. Retailerul de electronice și electrocasnice își va continua procesul de extindere la nivel național.

## Altex și Black Friday
Prima campanie de reduceri Black Friday la care au participat magazinele Altex și Media Galaxy a avut loc în 2012. În prima zi a promoției de Black Friday din 2012, magazinele Altex și Media Galaxy au înregistrat vânzări de două milioane de euro. În 2014, Altex a lansat prima campanie Black Friday de primăvară, prilej cu care a avut vânzări de peste 6,5 milioane de euro. În perioada 1-4 mai 2014, circa 350.000 de clienți au vizitat magazinele Altex și au cumpărat peste 98.000 de produse. Traficul mediu pe altex.ro, în cele patru zile de reduceri, a fost de peste 700.000 de vizitatori. Pentru a putea face față traficului din intervalul 1-4 mai 2014 2014, magazinele Altex au avut program normal și peste 1.800 de angajați au lucrat în perioada vacanței de 1 mai.
În 2018, Altex a dezvoltat, în jurul perioadei de reduceri de Black Friday, campania de comunicare „Blec Fraidei”. De Black Friday 2018, Altex a avut reduceri între 1 noiembrie și 5 decembrie. Compania a optat pentru o campanie derulată pe o perioadă mai mare de o lună pentru a le oferi clienților suficient de mult timp ca să aleagă produsele dorite, la prețuri foarte bune. Valoarea stocurilor din perioada campaniei Black Friday a depășit 300 de milioane de euro.
Pe data de 9 noiembrie 2021, compania Altex a fost sancționată de Autoritatea Națională pentru Protecția Consumatorilor (ANPC), din cauza unor practici comerciale incorecte: "Prin accesarea site-ului www.altex.ro, comisarii ANPC au constatat faptul că operatorul economic promova produse ca fiind la reducere de preț, fără a aplica reducerile din prețul de referință (cel mai scăzut preț practicat în același spațiu de vânzare în perioada ultimelor 30 de zile, înainte de data aplicării prețului redus). Echipele de control ANPC au depistat peste 1000 de produse cu abateri de preț, afișate pe site". Un reprezentant al companiei a declarat că "ei nu pot fi corecți într-o piață în care nimeni nu e".

## Myria
Myria este o companie românească fondată în anul 2006, deținută de compania Altex, și care produce, importă și distribuie telefoane mobile Dual SIM, smartphone-uri, smartwatches, tablete, PC-uri, laptop-uri, accesorii și periferice IT, produse electronice și electrocasnice.

## Teletech
Este un alt brand propriu al companiei Altex. Sub acest nume sunt comercializate la preț redus, în special televizoare, atât standard cât și smart-tv, precum și periferice AV, cum ar fi dvd playere, sisteme home cinema, dar și produse audio cum ar fi minisisteme și microsisteme audio, soundbar, boxe portabile, sisteme audio portabile.